# Niphetogryllacris adelungi
Niphetogryllacris adelungi är en insektsart som först beskrevs av Griffini 1911.  Niphetogryllacris adelungi ingår i släktet Niphetogryllacris och familjen Gryllacrididae. Inga underarter finns listade i Catalogue of Life.